# コノトキシン

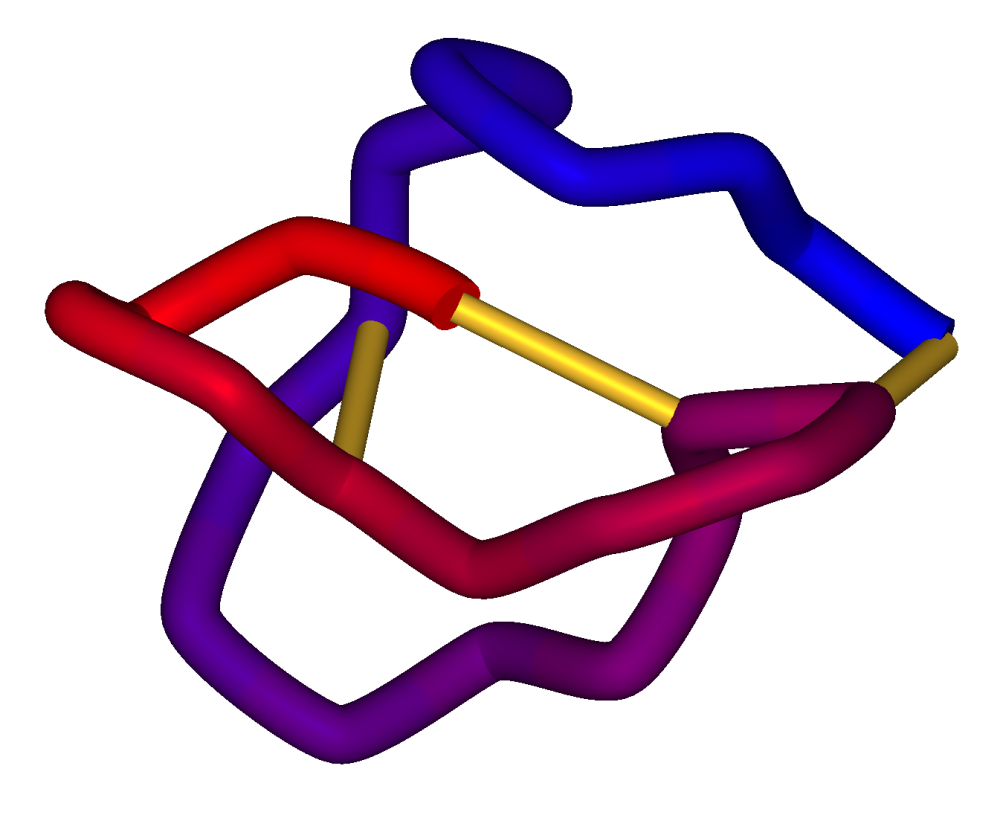
ω-コノトキシン M VII A の模式図

コノトキシン (conotoxin) とはイモガイが作り出す多種類のペプチドの混合物から構成される神経毒である。11–30個のアミノ酸がつながったペプチドで、3か所のシスチン結合を有する（硫黄−硫黄結合、図の黄色い部分）。カルシウムチャネルを塞いで神経の伝達を阻害することで毒性を発揮する。イモガイはこの毒を狩りに利用しており、口吻を魚に撃ち込んで麻痺させ丸呑みにしてしまう習性を持つ。人間も刺されると重症に陥り、抗毒血清も存在しないので死亡率が高い。
しかしこの作用を利用し、2005年から強力な鎮痛剤としても使用され始めている。
コノトキシンには5種類あり、それぞれ作用点が異なる。
- α-コノトキシン — 神経から筋肉へ伝達するアセチルコリン受容体を作用点とする。
- δ-コノトキシン — 電位依存的なナトリウムチャネルを作用点とする。
- κ-コノトキシン — カリウムチャネルを作用点とする。
- μ-コノトキシン — 筋肉で電位依存的なナトリウムチャネルを作用点とする。
- ω-コノトキシン — N型カルシウムチャネルを作用点とする。

脊髄のN型カルシウムチャネルは痛覚の伝達に関連があるため脊髄膜下へ投与すると強力な鎮痛剤として作用する。その鎮痛効果はモルヒネの百倍から千倍ともいわれ、モルヒネ耐性が出来てしまった末期癌の患者などへの疼痛治療の薬として期待されている。
2014年現在、6種のスーパーファミリーが認められている。